# Halocercus kleinenbergi
Halocercus kleinenbergi is een rondwormensoort uit de familie van de Pseudaliidae. De wetenschappelijke naam van de soort is voor het eerst geldig gepubliceerd in 1951 door Delamure.